# Rozario Menezes

Wappen von Rozario Menezes

Rozario Menezes SMM (* 30. August 1969 in Virajpet, Karnataka, Indien) ist ein indischer Ordensgeistlicher und römisch-katholischer Bischof von Lae.

## Leben
Rozario Menezes trat der Ordensgemeinschaft der Montfortaner bei, deren Knabenseminar er vor dem Ordenseintritt besucht hatte. Er studierte an der University of Mysore und am Dharmaram College in Bangalore, legte am 31. Mai 1992 die Profess ab und empfing am 4. November 1999 das Sakrament der Priesterweihe.
Nach der Priesterweihe war er zunächst Assistent des Novizenmeisters und Ökonom seines Ordens in Indien. Ab 2000 war er als Missionar in Papua-Neuguinea tätig, unterbrochen von einem Psychologiestudium in Montreal in den Jahren 2008 bis 2011. Er war in verschiedenen Leitungsaufgaben innerhalb seines Ordens und auf Diözesanebene sowie für die Bischofskonferenz tätig. Von 2012 bis 2015 war er Präsident des Zusammenschlusses der Orden in Papua-Neuguinea und auf den Salomonen. Er gehörte dem Konsultorenkollegium und dem Priesterrat des Erzbistums Port Moresby an und war seit 2017 Mitglied des Generalrats seines Ordens in Rom.
Papst Franziskus ernannte ihn am 10. Oktober 2018 zum Bischof von Lae. Der Erzbischof von Port Moresby, John Kardinal Ribat MSC, spendete ihm am 15. Dezember desselben Jahres die Bischofsweihe. Mitkonsekratoren waren sein Amtsvorgänger  Christian Blouin CMM und der Erzbischof von Madang, Stephen Reichert OFMCap.